# Rumble in the Jungle (Album)
Rumble in the Jungle ist das zweite Album des Berliner Rappers Ali Bumaye. Es wurde am 3. Juni 2016 über Bushidos Musiklabel ersguterjunge veröffentlicht. Es erschien in einer Standardversion mit 14 Titeln und in einer Premium-Edition mit 16 Titeln. Es ist das zugleich letzte Album von Ali Bumayes über das Label Ersguterjunge.
Der Titel ist eine Anspielung auf den gleichnamigen Boxkampf zwischen Muhammad Ali und George Foreman am 30. Oktober 1974 in Zaire.

## Produktion
Die meisten Beats wurden wie bei Bumayes ersten Album von den Produzenten Djorkaeff und Beatzarre geschaffen. Als weitere Produzenten waren Shindy, B-Case, OZ und Jeremia Anetor beteiligt. Alle Lieder wurden von Beatzarre im Beatzarre Studio Berlin aufgenommen und gemischt.

## Covergestaltung
Das Cover des Albums zeigt eine abgewandelte Version des Jumpman-Logos mit einer markanten Silhouette von Ali Bumaye, der einen Dunk ausführt. Der Hintergrund in schwarz zeigt mit weißer Schriftfarbe den Titel des Albums Rumble in the Jungle.

## Gastbeiträge
Ali Bumaye wird auf seinem zweiten Album in vier Liedern von insgesamt drei Rappern unterstützt. Den Track Gossenslang nahm Bumaye mit dem Rapper Kurdo auf, den er bereits beim Song Im Café für dessen Album Verbrecher aus der Wüste unterstützte. Ersguterjunge-Gründer Bushido ist mit Ali zusammen im Song Best Friends zu hören. Shindy und Nico Santos sind Feature-Partner im Song Sex ohne Grund, wobei Santos nicht namentlich erwähnt wird. Shindy und Bushido sind zudem noch im Song Kimbo Slice zu hören, was somit das einzige Stück ist, in dem alle drei damaligen Künstler des Labels zu hören sind.

## Titelliste
Standard Edition
| #   | Titel                | Gastmusiker     | Produzenten                                            | Länge |
| --- | -------------------- | --------------- | ------------------------------------------------------ | ----- |
| 1.  | Intro                |                 | Beatzarre, Djorkaeff                                   | 0:33  |
| 2.  | Rumble in the Jungle |                 | Beatzarre, Djorkaeff, Nico Wellenbrink & Lukas Schmidt | 1:59  |
| 3.  | Ali’s wars           |                 | Beatzarre, Djorkaeff & B-Case                          | 3:27  |
| 4.  | Best Friends         | Bushido         | Shindy, OZ                                             | 3:03  |
| 5.  | Weißt du, Dicker     |                 | Beatzarre, Djorkaeff & B-Case                          | 3:29  |
| 6.  | Kimbo Slice          | Bushido, Shindy | Shindy, Beatzarre, Djorkaeff & B-Case                  | 3:21  |
| 7.  | Skit                 |                 | Ali Bumaye                                             | 0:50  |
| 8.  | Gossenslang          | Kurdo           | Beatzarre, Djorkaeff & B-Case                          | 3:03  |
| 9.  | Alonzo               |                 | Shindy, OZ                                             | 3:01  |
| 10. | Sex ohne Grund       | Shindy          | Beatzarre, Djorkaeff, B-Case & Nico Wellenbrink        | 3:07  |
| 11. | Bin B.I.G            |                 | Jeremia Anetor, Lucry & Nico Wellenbrink               | 3:10  |
| 12. | Palestine            |                 | Beatzarre, Djorkaeff & B-Case                          | 3:10  |
| 13. | Happy End            |                 | Beatzarre, Djorkaeff                                   | 2:49  |
| 14. | Outro                |                 | Ali Bumaye                                             | 2:02  |

Bonussongs in der Premium Edition
| #   | Titel         | Produzenten    | Länge |
| --- | ------------- | -------------- | ----- |
| 15. | mmm… #na Klar | Dino Radosevic | 3:14  |
| 16. | Missgestalten | OZ             | 3:00  |

## Rezeption
Rumble in the Jungle erreichte in Österreich Rang drei der Charts und konnte sich zwei Wochen in der Hitparade platzieren. In Deutschland erreichte das Album mit Rang vier seine höchste Platzierung und verweilte fünf Wochen in den Top 100. In der Schweizer Hitparade erreichte das Album ebenfalls Rang vier und hielt sich zwei Wochen in den Charts. In den deutschen Hip-Hop-Charts belegte das Album Platz zwei und musste sich lediglich Engel mit der AK von Seyed geschlagen geben.
Der Internetauftritt von rap.de lobt Bumaye für die Beats und die authentischen unterhaltsamen Texte.

„Der gute Ali mit seinem zweiten Album also. Hätte man seinerzeit wohl nicht unbedingt erwartet, dass nach dem Smashhit ‚Voll süß aber‘ noch so viel kommt, aber ich muss sagen, für mich hat er voll seine Berechtigung. Ich höre mir ‚Rumble in the Jungle‘ auf jeden Fall lieber an als viele andere Deutschrap-Alben – was zu einem großen Teil an den geilen Beats liegt. […] Ali hat die Dicken-Witze weitgehend eingestellt. Stattdessen gibt es mehr Hoodgeschichten – passt für mich, weil man merkt, dass Ali von Dingen rappt, die er kennt. Und seine textliche Herangehensweise ist zum Beispiel bei ‚Gossenslang‘ einfach mal sehr, ja, blödes Wort, authentisch. Der rappt, wie er redet: Unterhaltsam.“